# Kallelibhagom
Kallelibhagom es una ciudad censal situada en el distrito de Kollam en el estado de Kerala (India). Su población es de 21723 habitantes (2011). Se encuentra a 21 km de Kollam y a 84 km de Trivandrum.

## Demografía
Según el censo de 2011 la población de Kallelibhagom era de 21723 habitantes, de los cuales 10417 eran hombres y 11306 eran mujeres. Kallelibhagom tiene una tasa media de alfabetización del 93,46%, inferior a la media estatal del 94%: la alfabetización masculina es del 95,95%, y la alfabetización femenina del 91,21%.